# 등숙 수
등숙 수(滕叔繡)는 등(滕)나라의 제1대 군주이다. 성(姓)은 희(姬), 이름은 수(繡), 시호는 문(文)이고, 일반적으로 착숙 수(錯叔 繡)라고 부른다. 주 문왕의 서자이자 14번째 아들이며, 주 무왕에 의해 등나라에 봉해졌다.
반고의 《한서·지리지》에는 등숙 수가 주 의왕의 아들이라고 기재되어 있으나 안사고는 《좌전》과 《세본》의 기록을 인용해 반고의 설명은 문제가 있다고 하였다.